# Isidor Burdin
Isidor Moisejewitsch Burdin (russisch Исидор Моисеевич Бурдин; * 1. Juni 1914 in Brăila, Königreich Rumänien; † 15. September 1999 in New York) war ein israelisch-moldauisch-sowjetischer Violinist, Dirigent, Komponist, Lehrer und Schauspieler. Er gehört zu den einflussreichsten Musikern in der Folkloremusik Moldawiens.

## Leben
Burdin wuchs in Ismajil (heute Ukraine) in einer musikalischen Familie auf. In den frühen 1930er Jahren begann er im Orchester „Șomerul Vesel“ (Fröhlicher Arbeitslose) zu spielen. Daraufhin studierte Burdin von 1935 bis 1940 an der Nationalen Musikuniversität Bukarest. Mit dem Beitritt Bessarabiens zur UdSSR 1940 kehrte er nach Ismajil zurück. Während des Zweiten Weltkrieges leitete er das Jazzorchester des 8. Sanitätsbataillons der Sowjetarmee und ließ sich 1945 im von der Sowjetunion eroberten Chișinău nieder. Dort gründete und leitete er im selben Jahr die erste städtische Lăutari-Musikformation, die später zum nationalen Volksmusikensemble „Flueraș“ wurde.
Am 25. April 1951 wurde Burdin wegen antisowjetischer Propaganda zu 25 Jahren Arbeitslager verurteilt, jedoch bereits 1956 freigelassen. Nach seiner Rehabilitation kehrte er nach Chișinău zurück. Sein Orchester „Flueraș“ wurde ab 1957 von seinem Schüler Sergej Lunkewitsch geleitet.
Von 1956 bis 1961 war er Geiger und Leiter der Orchester der Stadt. Gleichzeitig organisierte er das Orchester der moldauischen Volksmusik „Taraful“, in dem der Komponist Eugen Doga 1959 als Arrangeur wirkte. 1961 und 1962 leitete er auch das Jugendensemble der Moldauischen Philharmonie. Danach arbeitete Burdin als Dirigent in einem Tanzensemble „Joc“. In den Jahren von 1970 bis 1980 war er musikalischer Leiter und Dirigent des nationalen Lăutari-Ensembles der Moldauischen SSR.
Burdin unterrichtete moldauische Volksmusik in Chișinău an der Academia de Muzică, Teatru și Arte Plastice. 1980 ließ er sich in Jerusalem nieder und spielte als Violinist im Orchester des King David Hotels. 1996 zog er nach New York.
Isidor Burdin war Komponist zahlreicher Musikstücke, die Volksmusikorchestern unter seiner Leitung aufführten. Er schrieb zudem die Musik für einige Filme von Emil Loteanu wie Rote Lichtungen (1966), Geächtet und geliebt (1972, mit Eugen Doga), Das Zigeunerlager zieht in den Himmel (1976, mit Eugen Doga). Burdin selbst spielte einen Geiger in Erwartet uns bei Tagesanbruch (1963).  
2011 hat das Kulturministerium der Republik Moldau den Isidor-Burdin-Preis im Bereich der moldauischen Folklore und Volkskunst ins Leben gerufen.

## Privates
Burdin war mit der Lehrerin Evgenia Khazina (1916–2000) verheiratet und Vater einer Tochter.